# タエ・ボー
タエ・ボー（Tae Bo）はテコンドーとボクシング、またエアロビクスや踊りの要素を組み合わせた、ビリー・ブランクスが考案したエクササイズのひとつ。

## 概要
テコンドー（Taekwondo）のTaeとボクシング（Boxing）のBoから取り命名された。1989年に発表され、アメリカでは後に日本で有名になったビリーズブートキャンプを凌ぐ人気を博した。
2011年7月5日、韓国ソウル市内の商業高層ビル「テクノマート」が揺れ出し、建物から数百人がパニックになり逃げ出すという事件があったが、後日、管理者側はビル内のスポーツジムでタエ・ボーが行なわれており、それによる振動とビルの固有振動数が一致したことによる共振現象が原因と発表している。